# Morada Nova
Morada Nova là một đô thị thuộc bang Ceará, Brasil. Đô thị này có diện tích 2779,229 km², dân số năm 2007 là 60224 người, mật độ 21,67 người/km².